# Сім (річка)
Сім (рос. Сим) — річка в Челябінській області і Республіці Башкортостан. Права притока річки Біла, басейну Ками → Волги.

## Загальні відомості
Довжина річки близько 239 кілометрів, площа басейну — 11 700 км², середньорічний стік води — 47,9 м³/с (за 103 км від гирла). Витік на північних схилах хребта Амшер, на Південному Уралі.
Басейн річки Сім можна розділити на дві частини: гірську та рівнинну. У верхів'ях від міста Сім до міста Аша річка протікає серед гірських хребтів, розташованих по обидва боки і покритих змішаним лісом. Уздовж лівого берега тягнеться хребет Аджигардак, уздовж правого берега — Вороб'їні гори. Також річка тече вздовж початку Уральських гір (Вороб'їні гори). Після міста Аша ландшафт змінюється — русло Сіма повертає на південний захід, покидаючи гірські хребти. Нижче за течією по берегах — ліс з густим підліском, невеликі болота та  стариці. В районі селища Казаяк-Хуснулліно розташовані невисокі гори.
У верхів'ях біля міста Сім споруджена гребля, що утворила Сімскій ставок.

## Притоки
Річка Сім приймає більше двох десятків приток, із них три довші за 50 км, одна із них, річка Інзер, довша за саму річку Сім. Найбільші із них (від витоку до гирла):
| Назва притоки  | Довжина,(км) | Площа водозбірного басейну,(км²) | Відстань від гирла Сіма,(км) | Витрата води,(м³/с) |
| ліві притоки   | ліві притоки | ліві притоки                     | ліві притоки                 | ліві притоки        |
| -------------- | ------------ | -------------------------------- | ---------------------------- | ------------------- |
| Кур'як         | 36           | 302                              | 186                          |                     |
| Ук             | 39           | 458                              | 117                          |                     |
| Лемеза         | 119          | 1 800                            | 72                           |                     |
| Курт (Кутелга) | 36           | 292                              | 28                           |                     |
| Інзер          | 307          | 5 380                            | 6                            | 67,7 (0 км)         |
| праві притоки  |              |                                  |                              |                     |
| Міньяр         | 42           | 609                              | 160                          |                     |
| Аша            | 59           | 352                              | 120                          |                     |

## Населені пункти
Населені пункти на берегах річки: Сім, Міньяр, Аша, Улу-Теляк, Нижній Казаяк, Петровське, Кузнецовка.